# Hierochthonia
Hierochthonia is een geslacht van vlinders van de familie spanners (Geometridae), uit de onderfamilie Geometrinae.

## Soorten
- H. alexandraria Prout, 1912
- H. debonii Kruger, 1939
- H. featheri Prout, 1916
- H. migrata Prout, 1930
- H. pulverata Warren, 1901